# Gedangan (Wirosari)
Gedangan is een bestuurslaag in het regentschap Grobogan van de provincie Midden-Java, Indonesië. Gedangan telt 4185 inwoners (volkstelling 2010).